# جمعية كشافة غامبيا
جمعية كشافة غامبيا هي المنظمة الكشفية الوطنية في غامبيا، تأسست في عام 1921، وأصبحت عضوا في المنظمة العالمية للحركة الكشفية في عام 1984. جمعية غامبيا الكشفية مختلطة فيها 18448 عضو اعتبارا من عام 2008.
وتشمل أنشطة خاصة مشاريع الخدمة المجتمعية مثل زراعة الأشجار. تشارك الكشافة بانتظام في التخييم والمشي لمسافات طويلة. الموسيقى هي أيضا جزء مهم جدا من الكشافة في غامبيا، ولكن لأن هناك القليل من المال لأدوات الموسيقى .